# Права интерсекс-людей в Канаде
Права интерсекс-людей в Канаде нарушаются по ряду показателей. В этой стране не признаются права интерсекс-людей на физическую и телесную неприкосновенность, а также отсутствуют законы по защите от дискриминации по признаку пола[1]. Правозащитники, в том числе Яник Бастьен-Шарлебуа и Морган Холмс, а также организации, в том числе «Egale Canada» и «Канадская ассоциация адвокатов», призвали к проведению реформы.

## Физическая неприкосновенность
Определение нападения при отягчающих обстоятельствах согласно разделу 268 Уголовного кодекса содержит исключение, которое явно разрешает посредством хирургических вмешательств изменять характеристики лиц, в целях придания им типичного вида.
В связи с Днём интерсекс-людей, в октябре 2018 года, Egale Canada опубликовали заявление, призывающее канадское правительство защищать права интерсекс-людей, выполняя «обязательства по международному праву», а также направили отчет о состоянии дел по интерсекс-вопросам в Комитет ООН против пыток. В заявлении сослались на УК Канады [с. 268 (3)], утверждая, что статья «позволяет родителям и врачам проводить косметические операции на интерсекс-детях без согласия пациентов». Egale Canada призвали канадское правительство:
- Расследовать случаи калечащих операций на половых органах и других кейсы, связанные с косметическими операциями на интерсекс-детях, проводимыми без согласия пациентов.
- Следовать передовой практике в отношении свободного и осознанного согласия пациентов на медицинские вмешательства;
- Внести необходимые поправки в Уголовный кодекс, принимая правовые положения о возмещении ущерба и компенсации жертвам[3].

В мае 2019 года Канадская ассоциация адвокатов призвала правительство внести поправки в Уголовный кодекс, «чтобы отложить операции по нормализации половых органов интерсекс-детей до тех пор, пока ребенок не сможет осмысленно участвовать в принятии решения, за исключением случаев, когда существует непосредственный риск для здоровья ребенка и медицинское лечение не может быть отложено».

## Документы удостоверяющие личность
В Канаде все люди (вне зависимости от того, являются ли они интерсексами или нет) могут получить паспорта с гендерным маркером «X».

## Брак
Со времени принятия Закона о гражданском браке в 2005 году брак был определен как «законный союз двух лиц, исключая всех остальных».

## Правозащитная деятельность
К числу известных правозащитников, работающих с вопросами прав интерсекс-людей в Канаде относятся: Яник Бастьен-Шарлебуа и Морган Холмс.

## Известные интерсекс-люди из Канады
- Яник Бастьен-Шарлебуа
- Морган Холмс